# Anadia (ort)
Anadia är en ort i Brasilien.   Den ligger i kommunen Anadia och delstaten Alagoas, i den östra delen av landet, 1 400 kilometer nordost om huvudstaden Brasília. Anadia ligger 147 meter över havet och antalet invånare är 9 574.
Terrängen runt Anadia är platt söderut, men norrut är den kuperad. Närmaste större samhälle är Campo Alegre, 12,0 kilometer söder om Anadia.
Omgivningarna runt Anadia är en mosaik av jordbruksmark och naturlig växtlighet. Runt Anadia är det ganska tätbefolkat, med 129 invånare per kvadratkilometer.